# Río Colorado (Argentina)
El Colorado es un río del centro-sur de Argentina que nace en la cordillera de los Andes y desemboca en el mar Argentino. Sirve —casi convencionalmente— para señalar el linde norte de la Patagonia argentina, especialmente en sus tramos medio e inferior, formando con el río Negro una mesopotamia o interfluvio.

## Tramo superior
El río Colorado nace en la confluencia de los ríos Barrancas y Grande en las coordenadas 36°52′20″S 69°45′36″O / -36.87222, -69.76000. El Barrancas sirve de límite entre las provincias de Mendoza y Neuquén mientras que el Grande se desarrolla por la provincia de Mendoza.

### Aluvión del río Colorado
El río Barrancas atravesaba un lago de origen glaciar llamado por los mapuches Cari Lauquen (Cari: ‘negro’; lauquen: ‘gran cantidad de agua’ —también se le da, especialmente en Mendoza, el nombre de Carri Lauquen, por la palabra Carri: ‘verde’—), pero el 24 de diciembre de 1914 la morrena frontal que embalsaba o endicaba a ese lago se derrumbó parcialmente. Luego de su colapso, en pocas horas la laguna Cari Lauquen desaparecería catastróficamente, volcándose abruptamente al valle del río Colorado 1,55 km³ (kilómetros cúbicos) del agua anteriormente retenida. La laguna subsiste, con un tamaño más reducido, en los límites andinos de las provincias de Mendoza y Neuquén. La catástrofe de 1914 provocó más de 300 víctimas humanas a lo largo del valle del río Colorado (en esa época escasamente poblado). En lugar del antiguo gran lago quedaron la Laguna Negra, la Laguna Fea (llamada así por estar actualmente rodeada de un territorio árido montano con pocos o nulos bosques) y el pequeño remanente del lago Cari Lauquen llamado laguna Cari Lauquen.

## Tramo medio
Luego de abandonar la cordillera de los Andes, el Colorado fluye por un estrecho y encajonado valle a través de un territorio árido (entre «travesías»). Sirve de límite a las provincias de Mendoza y Neuquén. Un centro urbano importante de esta zona es la neuquina Rincón de los Sauces.
Siguiendo su curso río abajo, se encuentra el punto cuatripartito (único punto en el país en el que convergen cuatro provincias) entre las dos provincias mencionadas y las de La Pampa y Río Negro. A partir de este punto el Colorado es el límite entre estas dos últimas provincias.
Cercanas a dicho punto se encuentran las ciudades de 25 de Mayo y Catriel unidas por la ruta nacional 151. En la zona de estas ciudades se han realizado canalizaciones para usar las aguas para la agricultura bajo riego. Toda esta zona desde Rincón de las Sauces hasta Catriel, es una zona de extracción de petróleo. Río abajo se encuentra el dique y embalse Casa de Piedra o Ruca curá. A partir de dicho dique el río recorre una zona de escaso poblamiento.

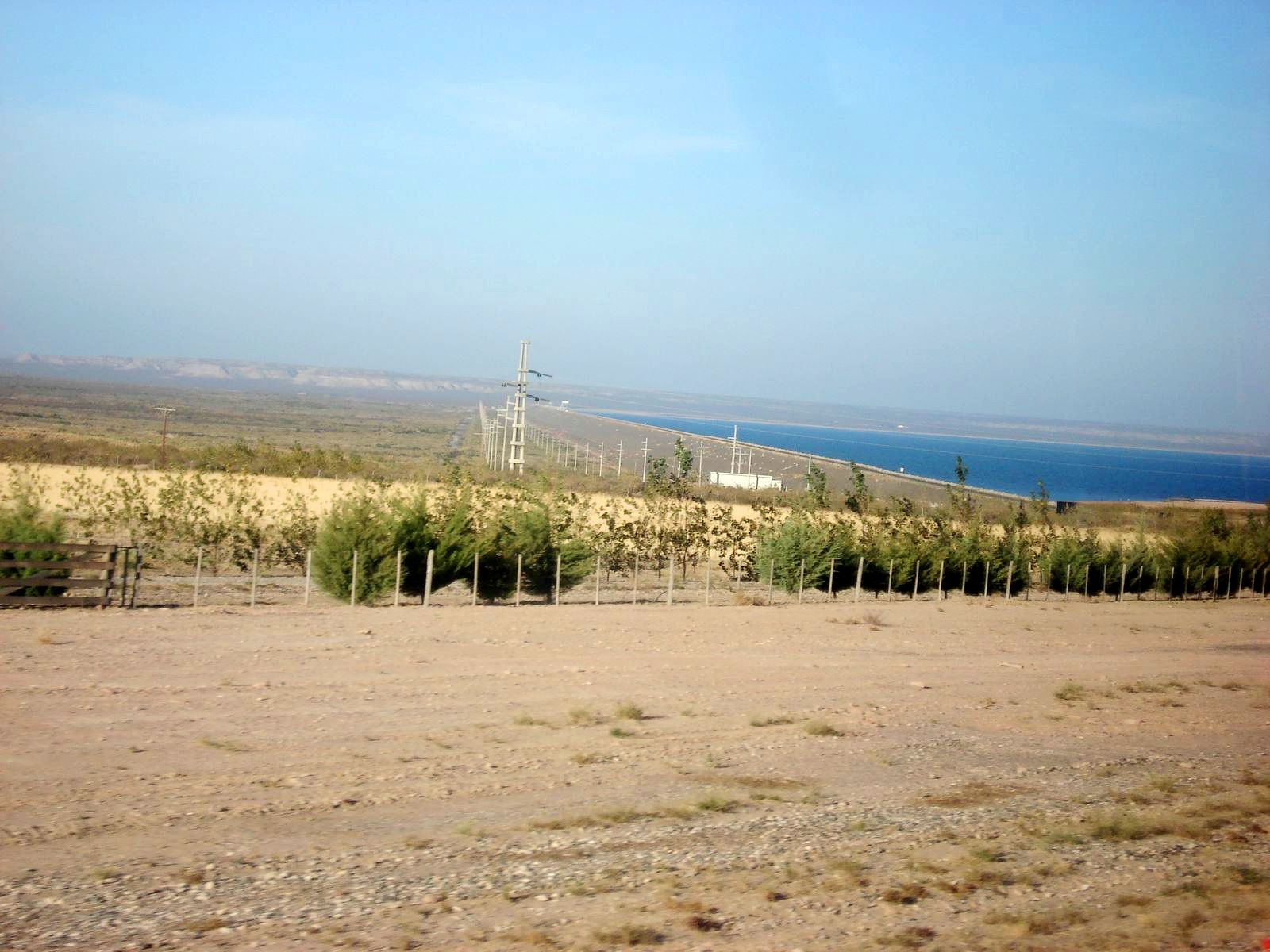
Embalse de Casa de Piedra sobre el río Colorado.

A 200 km (kilómetros) del dique Casa de Piedra, se encuentra la estación Fortín Uno, hoy abandonada, del Ferrocarril General Roca. La traza del ferrocarril se acerca en este punto a la margen rionegrina del río Colorado con varias estaciones abandonadas hasta la de Río Colorado. Una antigua traza de la ruta nacional 22 se desarrollaba paralela a esta vía.
A unos 40 km de Fortín Uno, se ubica el dique Salto Andersen, que desvía aguas del río para el canal que riega el valle de la zona de Río Colorado. En 2010 y 2011 se construyó una central hidroeléctrica.

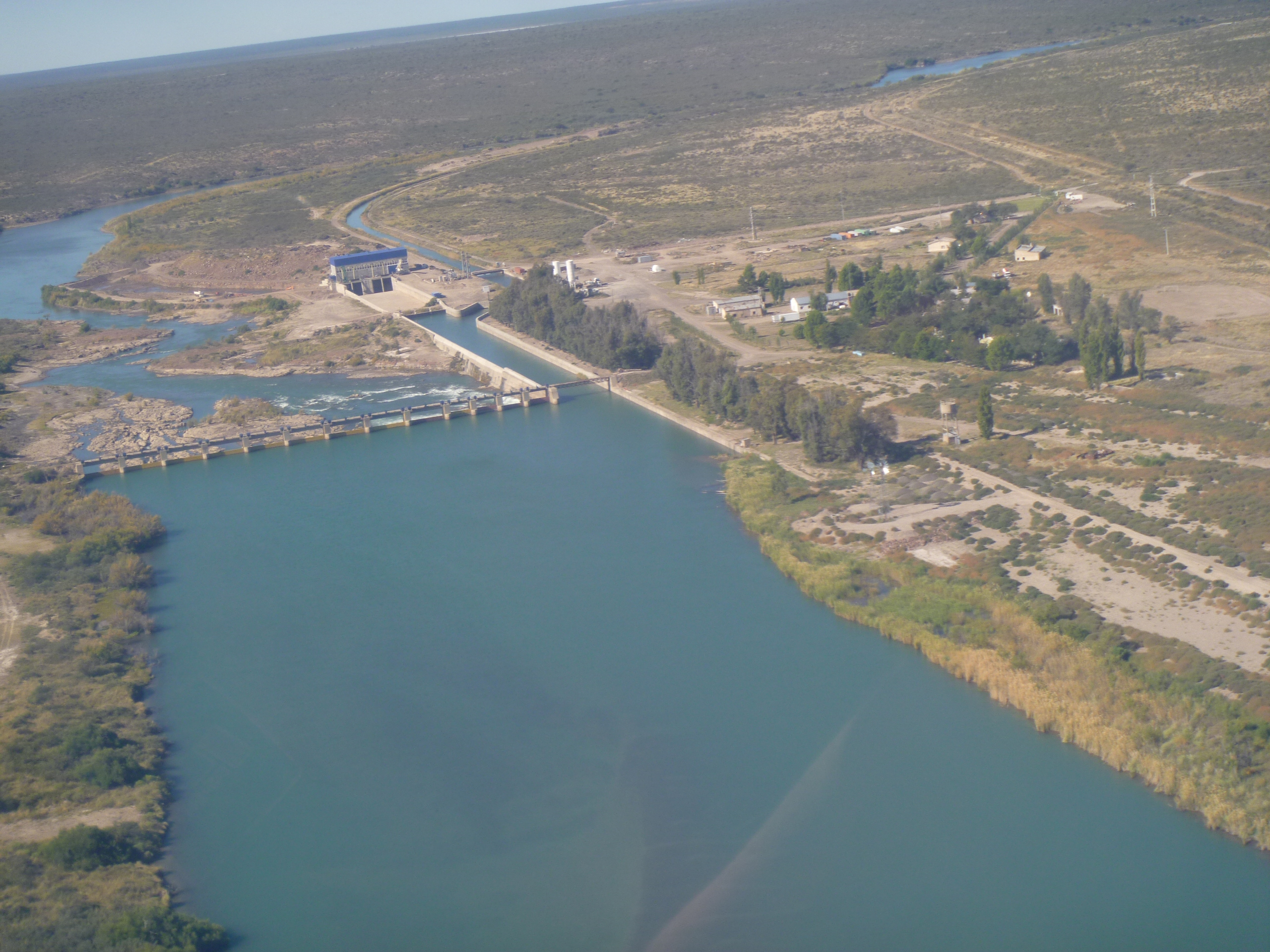
Dique y Central Salto Andersen sobre el río Colorado.

A 60 km de Salto Andersen, se encuentra otra zona poblada y con actividad agrícola bajo riego. La ciudad más importante es la Río Colorado (Río Negro). Otras ciudades son Colonia Julia y Echarren en Río Negro y La Adela en La Pampa.

## Tramo inferior
El río sigue una dirección general este-sudeste hasta su desembocadura, formando un delta en el océano Atlántico ya dentro de la Patagonia del interior bonaerense. El susodicho delta consta de tres "brazos" principales: el más septentrional es el que desemboca en Punta Laberinto hacia los 39°52′35″S 62°07′46″O / -39.87639, -62.12944, este brazo se encuentra muy colmatado y por tal motivo se reactiva sólo durante las crecidas; unos 20 km al sur se ubica la desembocadura principal que corresponde al brazo llamado río Colorado Chico o río Colorado Nuevo y unos 10 km al sur del anterior brazo se encuentra el llamado río Colorado Viejo, y a 8 km al sur de la desembocadura del Río Colorado viejo se encuentra el Fondeadero Riacho Azul sobre el riacho del mismo nombre que desemboca en la Bahía Unión. En el trayecto el Riacho Azul baña con sus aguas algunas islas, ya en aguas del mar Argentino entre las cuales se destaca la llamada Otero y la Isla Margarita.[cita requerida]

## Caudal
El caudal medio, a febrero de 2020, era de 148 m³/s (metros cúbicos por segundo), aunque ocurren crecidas cíclicas en períodos de 11 años. En tales crecidas, el caudal puede superar los 1000 m³/s. Todos los años, los máximos caudales ordinarios se dan entre los meses de octubre y enero (época de deshielo), meses en los cuales los caudales suelen superar los 500 m³/s.

## Cuenca
La cuenca del río Colorado, a junio de 2011, se reducía a unos 70 000 km²; sin embargo, su cuenca imbrífera se conecta naturalmente con la cuenca del Desaguadero argentino a través del canal natural llamado Curacó que confluye en el río Colorado hacia los 38°50′07″S 64°58′47″O / -38.83528, -64.97972. Cuando esto ocurre, la cuenca del Desaguadero se hace exorreica y subsidiaria de la cuenca del río Colorado, ampliándose tal cuenca a 350 000 km². Es de este modo que la cuenca del río Colorado argentino, aunque actualmente no sea la segunda en caudales, es la segunda en extensión del país. Y, pese a los magros caudales que ha portado durante el siglo XX, es potencialmente una muy valiosa hidrovía. Si se regularan los avenamientos de sus afluentes, el río Colorado resultaría la salida natural y altamente económica de las producciones del Cuyo y el Comahue, a través de gabarras u otras embarcaciones de mediano a poco calado.

## Acueducto
En 2010, el gobierno nacional puso en marcha en el tramo inferior las obras para extender el acueducto a Bahía Blanca, cuya primera parte del mismo había sido inaugurada en 2005. El mismo comprende 265 km (kilómetros) de un conducto central hasta Santa Rosa y 270 km de conductos secundarios para abastecer a otras 16 poblaciones. Dicho acueducto nace en sur del territorio pampeano, siendo unas de las obras de ingeniería más importante de esa provincia y una de las más trascendentes del país. Allí se encuentran tres bombas centrífugas verticales impulsadas con motores de 600 HP (caballos de fuerza) cada una, que permiten la captación de hasta 2412 m³/h (metros cúbicos por hora). En tanto, en La Pampa fue inaugurado el Acueducto troncal de 140 km (desde Santa Rosa a General Pico) beneficiando a 550 000 habitantes de esas localidades y también de  Winifreda, Eduardo Castex, Monte Nievas y Metileo En 2015, el entonces gobernador pampeano Óscar Mario Jorge puso en marcha el segundo tramo del mismo con una inversión de más de 500 000 000 (quinientos millones) de pesos en ese tramo. Más tarde se llevarían a cabo nuevas extensiones del segundo tramo del acueducto del río Colorado que llevará agua potable a las localidades del norte provincial, con un financiamiento de más de 1 300 000 000 (mil trescientos millones) de pesos.